# Barbro Salén
Barbro Hedvig Viktoria Salén, född Holmgren den 21 april 1941 i Jönköping, död 20 oktober 2019 i Stockholm, var en svensk mecenat. Hon bildade Barbro Saléns stiftelse som delar ut ett årligt stipendium för lovande sångare.

## Biografi
Barbro Salén föddes i Jönköping som dotter till direktör Ivan Holmgren och Sonja, född Lansing. I familjen fanns också en yngre bror. År 1963 gifte hon sig med skeppsredaren Christer Salén (född 1941). Hon utbildade sig också till sjukgymnast.
För Barbro Salén medförde giftermålet att Sven Salén, grundaren av Salénrederierna AB, blev hennes svärfar och hon började dela hans intresse för opera. Sven Sahlén hade tillsammans med Evert Taube grundat Visans vänner, var vän med Jussi Björling och hade en stor skivsamling. Tillsammans fick makarna Christer och Barbro Salén barnen Patrik, född 1965, och Katarina, född 1971 men gick skilda vägar 1979.
Efter skilsmässan arbetade Salén som sjukgymnast med cancerpatienter på Karolinska Sjukhuset. Hon gick i pension efter 25 år och operaintresset kom alltmer i fokus. Genom Birgitta Svendén, då rektorn vid Operahögskolan Birgitta Svendén, blev hon uppmärksammad på de unga sångarnas och elevernas stora studielån och deras hårda arbetsmarknad med svår konkurrens. Salén funderade över vad just hon kunde göra för att underlätta för sångeleverna. En försäljning av ett konstverk, där auktionsfirman avstod från provision, fick bli grundplåten till Barbro Saléns stiftelse, som bildades 2007. Ändamålet med stiftelsen var och är att främja undervisning och utbildning på musikens skilda områden.
Salén uttryckte önskemål om att de unga operasångarna skulle vara ”flygfärdiga och att stipendierna skulle sätta vingar på dem”. Det skulle också finnas möjlighet att ge stipendier till instrumentalister och dirigenter. Hon ingick själv i juryn bestående av några av Sveriges mest namnkunniga solister och dirigenter. Hon gick med i Kungliga Operans Donationsfond och blev en uppmärksammad mecenat inom operavärlden. Hon blev ambassadör för Kungliga Operan.
Barbro Salén avled 2019 i en ålder av 78 år.